# 小粗皮單棘魨
小粗皮單棘魨（学名：Rudarius minutus）為輻鰭魚綱魨形目鱗魨亞目單棘魨科的其中一種，為熱帶海水魚，西太平洋區，澳洲昆士蘭省、印尼海域，棲息深度2-15公尺，體長可達5公分，棲息在沙底質珊瑚礁區，生活習性不明。
其种加词“minutus”意为“微小的”。